# Johannes Kreidler (prélat catholique)
Pour les articles homonymes, voir Kreidler et Johannes Kreidler (compositeur).
Johannes Kreidler, né le 31 mai 1946 à Horb am Neckar (Bade-Wurtemberg, Allemagne), est un prélat catholique allemand, évêque auxiliaire de Rottenburg-Stuttgart de 1991 à 2017.

## Biographie

### Formation et prêtrise
Johannes Kreidler étudie de 1966 à 1970 la théologie catholique à Tübingen et Paris.
Il est parallèlement ordonné prêtre le 18 mars 1972 à Rottenburg am Neckar. Il travaille en premier lieu comme vicaire à Stuttgart-Bad Cannstatt et comme secrétaire de Mgr Carl Leiprecht et de Mgr Georg Moser. De 1977 à 1980, il enseigne au séminaire théologique de Tübingen.
En 1980, il devient assistant de Mgr Walter Kasper, professeur de théologie dogmatique à la Faculté de Théologie de l'Université Catholique de Tübingen. En 1986, il obtient son doctorat. De 1986 à 1991, il est directeur du Séminaire de Rottenburg.

### Épiscopat
En 1991, il est nommé évêque titulaire d'Edistiana (de) et évêque auxiliaire du diocèse de Rottenburg-Stuttgart par le pape Jean-Paul II.
Le 6 juin 1991, il est consacré par Walter Kasper, assisté de Mgrs Bernhard Rieger (de) et Franz Kuhnle.
Le 31 août 1991, il est nommé vicaire épiscopal et est, jusqu'en 2004, chef de la section I de l'ordinariat épiscopal, responsable de l'éducation des prêtres et des théologiens.
Entre 1999 et 2000, il est administrateur diocésain de Rottenburg-Stuttgart. Johannes Kreidler exerce également la charge de doyen et est membre d'office, sans droit de vote, de l'Association artistique du diocèse de Rottenburg-Stuttgart.
Au sein de la Conférence épiscopale allemande, il est membre de la commission pour le mariage et la famille ; il est également membre des groupes de travail sur les services pastoraux et sur le diaconat permanent.
Il se retire le 2 mars 2017.